# بيرسي جونز (باحث في الرومانسية)
بيرسي جونز (بالإنجليزية: Percy Mansell Jones)‏ (و. 1889 – 1968 م) هو باحث في الرومانسية، وعالم أدبيات، وأستاذ جامعي من المملكة المتحدة، وويلز، توفي عن عمر يناهز 79 عاماً.

## التعليم
تعلم في جامعة أبيريستويث.